# Briggsia hastingsi
Briggsia hastingsi är en fiskart som beskrevs av Thomas Craig och Randall 2009. Briggsia hastingsi ingår i släktet Briggsia och familjen dubbelsugarfiskar. Inga underarter finns listade.